# Ahaetulla mycterizans
Ahaetulla mycterizans  (лат.) — вид змей из семейства ужеобразных (Colubridae).
Общая длина достигает 1,5 м. Голова вытянута, туловище тонкое и стройное, хвост длинный. Спина ярко-травянисто-зелёного цвета, брюхо имеет ярко-жёлтую или белую окраску. На передней части туловища присутствует яркий рисунок из чёрных и белых поперечных полос, рассечённых зелёной чешуёй. Оболочка глаз оранжевая.
Обитает в дождевых тропических лесах. Ведёт дневной, древесный образ жизни. Питается преимущественно лягушками, а также пресмыкающимися. Яд не опасен для человека.
Живородящая змея. Самка рождает до 10 детёнышей.
Вид распространён в Таиланде, Лаосе, Малайзии и на островах Ява и Суматра (Индонезия).